# Pauropus arctus
Pauropus arctus är en mångfotingart som beskrevs av Hilton 1931. Pauropus arctus ingår i släktet grovfåfotingar, och familjen fåfotingar. Inga underarter finns listade i Catalogue of Life.